# Notakwanon River
Der Notakwanon River ist ein etwa 150 km langer Fluss in der kanadischen Provinz Neufundland und Labrador.

## Flusslauf
Der Notakwanon River bildet den Abfluss eines namenlosen 440 m hoch gelegenen Sees im Osten der Labrador-Halbinsel. Er fließt in überwiegend ostnordöstlicher Richtung zum Meer. Dabei durchschneidet er das Hügelland des Kanadischen Schildes. Der Notakwanon River mündet schließlich in die Merrifield Bay, eine Bucht an der Ostküste der Labrador-Halbinsel. Die Flussmündung befindet sich knapp 60 km südlich der Siedlung Nain. Bei Flusskilometer 130,4 befindet sich ein 9,2 m hoher Wasserfall, der eine Fischwanderung in das oberstrom gelegene Flusssystem verhindert. Das Einzugsgebiet des Notakwanon River umfasst 4999 km². Es reicht im Westen bis an die Provinzgrenze zu Québec. Im Norden grenzt es an das des Kogaluk River, im Süden an das des Adlatok River. Die Vegetation im Einzugsgebiet besteht hauptsächlich aus Flechten und niedrigen Büschen. Die höchste Erhebung im Einzugsgebiet besitzt eine Höhe von 610 m.